# R600 (Schützenpanzer)
Der R600 ist ein achträdriger (8×8) allradgetriebener amphibischer thailändischer Schützenpanzer und wird von Panus Assembly hergestellt.

## Beschreibung
Die Besatzung des R600 besteht aus Fahrer und Richtschütze, zusätzlich kann er 20 Soldaten im Innenraum aufnehmen, die über eine Tür am Heck in das Fahrzeug gelangen. Die Tür wird nach unten geklappt und dient ebenfalls als Ein- bzw. Ausstiegshilfe.

## Bewaffnung
Der R600 ist mit der fernbedienbaren Waffenplattform Aselsan SMASH (30-mm-Maschinenkanone) ausgestattet.

## Antrieb
Angetrieben wird der R600 von einem Cummins-Diesel mit 600 PS. Als Getriebe kommt ein Allison-4500 6-Gang-Automatikgetriebe zum Einsatz.

## Nutzerstaaten
- Thailand